# Baro
Baro – miasto i port rzeczny w środkowej Nigerii, w stanie Niger, położone nad rzeką Niger, ok. 650 km od ujścia rzeki. Jest podłączone do pętli kolejowej Nigerii. Miasto liczy 26 821 mieszkańców (2012).